# Municipio de Spadra
Spadra Township era un municipio del condado de Johnson, Arkansas, Estados Unidos. Según el censo de 2020, en ese momento tenía una población de 11 532 habitantes.
Fue disuelta por la Oficina Nacional del Censo en 2022 y su superficie fue subdividida en cuatro territorios: Spadra 1 Township, Spadra 2 Township, Spadra 3 Township y Spadra 4 Township.

## Geografía
Estaba ubicado en las coordenadas 35°28′24″N 93°28′35″O / 35.47333, -93.47639. Según la Oficina del Censo de los Estados Unidos, tenía una superficie total de 119.54 km², de la cual 112.80 km² correspondían a tierra firme y 6.74 km² eran agua.

## Demografía
Según el censo de 2020, en ese momento había 11 532 personas residiendo en la zona. La densidad de población era de 102.23 hab./km². El 66.3% de los habitantes eran blancos, el 3.5% eran afroamericanos, el 1.0% eran amerindios, el 6.5% eran asiáticos, el 0.3% eran isleños del Pacífico, el 13.8% eran de otras razas y el 8.6% eran de una mezcla de razas. Del total de la población, el 22.6% eran hispanos o latinos de cualquier raza.